# Billete de veinte colones costarricenses
El billete de 20 colones fue, desde 1956 y hasta 1983, un billete de colón costarricense de valor intermedio, usado durante el siglo XX.
Se ve caracterizado, en su anverso por el retrato del presidente Cleto González Víquez junto al dibujo de la ciudad de Barva; de donde era originario y en su reverso, por una alegoría de la justicia. Su color principal es el blanco, con contrastes cafés.

## Anverso
El retrato del presidente Cleto González Víquez, en color café, a la izquierda, protagoniza el billete. 
A la derecha, del mismo color, se encuentra un dibujo de la ciudad de Barva; de donde era originario González Víquez. 
En la parte central a la derecha se muestra la leyenda "VEINTE COLONES", sobre la cual se encuentra  en color rojo la serie y debajo de la misma se encuentran las firmas del Presidente Ejecutivo y Gerente del Banco Central de Costa Rica.  
En el extremo superior, se encuentra la fecha y la ciudad de emisión. 
En la parte inferior derecha se muestra la leyenda "BANCO CENTRAL DE COSTA RICA".
En el extremo izquierdo, al centro, se encuentra en café el número de acuerdo de Junta Directiva y en color rojo la serie del billete.
En las esquinas superior izquierda e inferior derecha se muestra de forma diagonalmente opuesta, el número "20" en fuente estilizada describe la denominación del billete. En sentido contrario a estas, se encuentra el número de serie en color rojo.

## Reverso
Una alegoría a la justicia, se muestra al centro del billete de veinte colones. 
En la parte superior izquierda se muestra la leyena "VEINTE COLONES".
En la parte inferior se muestra la leyenda "BANCO CENTRAL DE COSTA RICA".
En las esquinas derechas, el número "20" en fuente estilizada, entre los cuales en la misma fuente se dispone un rectángulo compuesto de 24 número "20", que describen la denominación del billete.

## Historia
A través de la historia, han existido múltiples ediciones del billete de 20 colones, emitidas por diversos entes, con motivos y materiales diferentes. La última emisión del billete de 20 colones, serie Z, de 1982 fue realizada en polímero, volviéndose así el primer billete en la historia de Costa Rica en estar fabricado en este material y el único, hasta la emisión del billete de 1000 colones del 2009. 
En la actualidad, todos los billetes de colón costarricense están fabricados en polímero.  
Circuló hasta 1983, cuándo fue remplazado por una moneda de misma denominación. Su reemplazo fue gradual, mediante el cese de emisión y el canje voluntario de este por las nuevas monedas. Este cambio fue provocado por la rápida devaluación que tuvo el colón, mismo que a finales del siglo XX únicamente alcanzaba para pagar un pasaje de bus.
Banco Internacional de Costa Rica
El Banco Internacional de Costa Rica fue desde 1914 hasta 1936 la institución encargada de la emisión monetaria en Costa Rica. Fue fundado en el gobierno de Alfredo González Flores y durante su existencia fungió las labores que hoy en día se le reconocerían a un banco central. En 1936 sería renombrado como Banco Nacional de Costa Rica y se seguiría encargando de la emisión monetaria del país hasta la fundación del Banco Central de Costa Rica, en 1950. 
El Banco Internacional de Costa Rica emitiría distintas ediciones del billete de 20 colones:
| |
| Anverso billete 20 colones, serie A, 1914, emitido por el Banco Internacional de Costa Rica, con gran similitud al diseño del dólar estadounidense. |

|          |
| Reverso. |

| |
| Anverso billete 20 colones, serie C, 1919, emitido por el Banco Internacional de Costa Rica, con una foto de trabajadores en un cultivo de caña de azúcar como protagonistas. |

|                                                  |
| Reverso con una efigie de la Marianne al centro. |

| |
| Anverso billete 20 colones, serie A, 1939, emitido por el Banco Internacional de Costa Rica, con una imagen femenina como protagonista y resellado como serie provisional del Banco Nacional de Costa Rica. |

|         |
| Reverso |

Banco Nacional de Costa Rica
El Banco Nacional de Costa Rica fue fundado en 1936, durante el gobierno de León Cortés Castro al renombrarse el hasta entonces conocido como Banco Internacional de Costa Rica. Siguió desempeñando las funciones como institución encargada de la emisión monetaria en Costa Rica y aquellas que hoy en día se le reconocerían a un banco central. En 1950 sería remplazado por el Banco Central de Costa Rica. 
El Banco Nacional de Costa Rica emitiría distintas ediciones del billete de 20 colones:
| |
| Anverso billete 20 colones, serie A, 1939, originalmente emitido por el Banco Internacional de Costa Rica, con una imagen femenina como protagonista y resellado como serie provisional del Banco Nacional de Costa Rica. |

|          |
| Reverso. |

| |
| Anverso billete 20 colones, serie C, 1919, originalmente emitido por el Banco Internacional de Costa Rica, con una foto de trabajadores en un cultivo de caña de azúcar como protagonistas y resellado como serie provisional del Banco Nacional de Costa Rica. |

|                                                  |
| Reverso con una efigie de la Marianne al centro. |

| |
| Anverso billete 20 colones, serie E, 1941, con el conquistador Juan de Cavallón y Arboleda como protagonista. |

|                                                                      |
| Reverso con una foto de las ruinas de la Iglesia de Orosi al centro. |

| |
| Anverso billete 20 colones, serie F, 1945, con el político Gregorio José Ramírez y Castro como protagonista. |

|                                                    |
| Reverso, con una imagen del Volcán Poás al centro. |

Banco Central de Costa Rica
El Banco Central de Costa Rica fue fundado en 1950, durante el gobierno de Otilio Ulate Blanco al considerarse necesaria la creación de un banco central, que administrara la emisión monetaria de forma independiente a la administración del Banco Nacional de Costa Rica y con una autoridad superior a la del Departamento Emisor de este. Ha sido la institución encargada de la emisión monetaria de Costa Rica durante la Segunda República.
El Banco Central de Costa Rica emitiría distintas ediciones del billete de 20 colones:
| |
| Anverso billete 20 colones, serie F, 1950, originalmente emitido por el Banco Nacional de Costa Rica, con el político Gregorio José Ramírez y Castro como protagonista y resellado con serie provisional del Banco Central de Costa Rica |

|                                                    |
| Reverso, con una imagen del Volcán Poás al centro. |

|                                                                                           |
| Anverso billete 20 colones, serie A, 1959, con Clodomiro Picado Twight como protagonista. |

|                                                                                      |
| Reverso con una foto del antiguo edificio de la Universidad de Costa Rica al centro. |

|                                                                                           |
| Anverso billete 20 colones, serie B, 1965, con Clodomiro Picado Twight como protagonista. |

|                                                                                             |
| Reverso con una foto de la Facultad de Educación de la Universidad de Costa Rica al centro. |

|                                                                                        |
| Anverso billete 5 colones, serie A, 1959, con Cleto González Víquez como protagonista. |

|                                                     |
| Reverso, con una alegoría de la justicia al centro. |